# Spencer Johnson
Patrick Spencer Johnson (Watertown, 24 de novembro de 1938 – San Diego, 3 de julho de 2017) foi um escritor estadunidense, mais conhecido por seu livro motivacional de 1998 intitulado Quem Mexeu no Meu Queijo? (Who Moved My Cheese?). Spencer Johnson também editou em parceria com Kenneth Blanchard, onde trabalharam na obra O gerente-minuto. Mais de 40 milhões de cópias dos livros dele foram impressas em 42 idiomas.

## Biografia
Spencer Johnson nasceu em Mitchell, Dakota do Sul em 1940. Formou-se em Notre Dame High School no distrito de Sherman Oaks na Califórnia em 1957. Em 1963, ganhou uma graduação B.A. em psicologia na Universidade do Sul da Califórnia e um M.D. de medicina da Royal College of Surgeons in Ireland. John viveu no Havaí e no estado de Nova Hampshire.
Johnson começou escrevendo livros infantis e em 1980 mudou seu gênero literário ao lançar com Ken Blanchard O Gerente-minuto, uma parábola sobre liderança que vendeu mais de 15 milhões de exemplares no mundo.
Morreu em 3 de julho de 2017, aos 78 anos, ele sofria de um câncer no pâncreas.

## Obras
- The ValueTale of Elizabeth Fry: the value of kindness (1975)
- The ValueTale of the Wright brothers: the value of patience (1975)
- The Valuetale of Louis Pasteur: the value of believing in yourself (1975)
- The value of believing in yourself: the story of Louis Pasteur (1976)
- The value of patience: the story of the Wright brothers (1976)
- The value of humor: the story of Will Rogers (1976)
- The value of kindness: the story of Elizabeth Fry (1976)
- The value of imagination: the story of Charles Dickens (1977)
- The value of courage: the story of Jackie Robinson (1977)
- The value of curiosity: the story of Christopher Columbus (1977)
- The value of saving: the story of Benjamin Franklin (1978)
- The value of sharing: the story of the Mayo brothers (1978)
- The value of understanding: the story of Margaret Mead (1979)
- The value of dedication: the story of Albert Schweitzer (1979)
- The value of fairness: the tale of Nellie Bly (com Ann Donegan Johnson, Emerson Johnson e Steve Pileggi) (2007)
- The value of fantasy: the story of Hans Christian Andersen (1979)
- The value of honesty: the story of Confucius (1979)
- The One Minute Manager(com Ken Blanchard) (1982) ISBN 0-06-008579-7
- The One Minute Father: the quickest way for you to help your children learn to like themselves and want to behave themselves (1983)
- The One Minute Mother: the quickest way for you to help your children learn to like themselves and want to behave themselves (1983)
- The Precious Present (1984)
- The One Minute $ales Person: The Quickest Way to Sell People on Yourself, Your Services, Products, or Ideas--at Work and in Life (1984)
- One Minute for Myself (1985) [retitulado One Minute for Yourself]
- The One Minute Teacher: How to Teach Others to Teach Themselves (com Constance Johnson) (1986)
- "Yes" or "No": The Guide to Better Decisions (1992)
- Who Moved My Cheese?: An Amazing Way to Deal with Change in Your Work and in Your Life (1998)
- The Cheese Experience: an amazing way to deal with change in your work and in your life ... presenters handbook to direct people through the maze (1999)
- An A-mazing Change Profile: discovering who you are and how you can enjoy more success with less stress in changing times (2000)
- Paradoxical Commandments: finding personal meaning in a crazy world (com Kent M. Keith) (2002)
- Who Moved My Cheese? For Teens: an a-mazing way to change and win! (2002)
- The Present: The Secret to Enjoying Your Work And Life, Now! (2003)
- The Value of Learning: the tale of Marie Curie (com Ann Donegan Johnson) (2007)
- The Value of Friendship: the tale of Jane Addams (com Ann Donegan Johnson) (2007)
- The Value of Helping: the tale of Harriet Tubman (com Ann Donegan Johnson) (2007)
- The Value of Respect: the tale of Abraham Lincoln (com Ann Donegan Johnson) (2007)
- Peaks and Valleys: Making Good And Bad Times Work For You--At Work And In Life (2009)